# Harry Grundfest
Harry Grundfest (* 10. Januar 1904 in Minsk; † 10. Oktober 1983 in New York City) war ein US-amerikanischer Neurophysiologe.

## Leben
Grundfest wurde als Sohn von Aaron Grundfest (1873–1931), eines Rabbiners, und dessen Frau Gertrude (1880–1957) im Russischen Kaiserreich geboren. 1913 wanderte die Familie mit ihren drei Söhnen und einer Tochter in die Vereinigten Staaten von Amerika aus. Nach dem High-School-Abschluss 1921 in Kearny, New Jersey studierte er an der Columbia University (1925 Bachelor, 1926 Master). 1930 wurde er in Zoologie und Physiologie promoviert. Als Postdoc setzte er seine Tätigkeit an der Columbia University fort. Es folgten Aufenthalte an der Johns Hopkins University, dem Swarthmore College und der Abteilung für Physiologie der Cornell Medical School, wo er Herbert Gasser kennenlernte.
Mit Gasser ging er 1935 an das Rockefeller Institute, wo er fast zehn Jahre blieb. Am Ende seiner Tätigkeit bei Gasser hatte er breitgefächerte Kenntnisse in Biologie, Vergleichender Anatomie des Nervensystems und Elektrotechnik.
Während des Zweiten Weltkriegs forschte Grundfest zu Fragen der Nervengeneration an der Climatic Research Unit in Fort Monmouth und zur Wundheilung an der Wound Ballistic Unit der Universität Princeton.
1945 wechselte Grundfest an das neugegründete Labor für Neurophysiologie des Columbia University College of Physicians and Surgeons, wo er mit David Nachmansohn zusammenarbeitete. Die Columbia University sollte Grundfests dauerhafte Wirkungsstätte werden. 1947 wurde er assistant professor und 1949 associate professor für Neurologie.
In der McCarthy-Ära wurde Grundfest – ohne das Beweise gegen ihn vorlagen – der Unterstützung des Kommunismus verdächtigt. Sein Reisepass wurde für ungültig erklärt und 1953 musste er vor einem Komitee zu den Vorwürfen aussagen. Er stritt diese ab und verweigerte die Aussage zu seinen politischen Ansichten und jenen von Kollegen. Die Vorwürfe hatten zur Folge, dass staatliche Forschungszuschüsse der National Institutes of Health (NIH) für Grundfest gestrichen wurden. David Nachmanson brach die Zusammenarbeit mit ihm ab, er musste das gemeinsame Labor verlassen und seine Arbeitsgruppe verkleinern. Dominick P. Purpura wurde bis Anfang der 1960er Jahre Grundfests wichtigster Kollaborationspartner. Mit dem Ende der McCarthy-Ära konnte Grundfest seine Forschungsaktivitäten wieder ausbauen. Neue Räumlichkeiten und Geräte sowie eine Arbeitsgruppe von anfangs einem, später zwei Dutzend Wissenschaftlern, bildeten die Grundlage für eines der besten neurophysiologischen Labors der 1960er und frühen 1970er Jahre. 1962 war Grundfest Professor für Neurologie an der Columbia University. 1976 wurde er in die National Academy of Sciences gewählt. Zu seinen Schülern gehörte u. a. der spätere Nobelpreisträger Eric Kandel.
Grundfest war ab 1925 mit Rose Danzig verheiratet, das Paar hatte eine Tochter.

## Wirken
Harry Grundfest leistete Grundlagenforschung insbesondere zur Erregbarkeit einer großen Bandbreite tierischer Zellen und Gewebe. Er ging von einer Mosaik-Struktur der Zellmembran aus, die in unterschiedlichen Segmenten unterschiedliche Funktionen gewährleistet. Mit Herbert Gasser untersuchte er verschiedene Nervenfaser-Typen und den Einfluss ihrer Eigenschaften auf das Summenaktionspotential von Nerven. Sie beschrieben den Zusammenhang zwischen Nervenfaserdurchmesser und Leitungsgeschwindigkeit. Als Grasser 1944 den Nobelpreis für Physiologie oder Medizin erhielt (zusammen mit Joseph Erlanger), würdigte er die Arbeit seines Assistenten in der Dankesrede. Mit David Nachmansohn forschte Grundfest zur Rolle des Acetylcholins (ACh) bei der Signalübertragung zwischen Zellen.
Er war Autor von über 500 Beiträgen in Fachzeitschriften.

“If you want to understand the brain you're going to have to take a reductionist approach, one cell at a time.”

„Wenn man das Gehirn verstehen will, muss man einen reduktionistischen Ansatz wählen, eine Zelle nach der anderen.“

## Veröffentlichungen (Auswahl)
- H. S. Gasser, H. Grundfest: Action And Excitability In Mammalian A Fibers. In: American Journal of Physiology-Legacy Content. 117, 1936, S. 113–133, doi:10.1152/ajplegacy.1936.117.1.113.
- H. S. Gasser, H. Grundfest: Axon Diameters in Relation to the Spike Dimensions and the Conduction Velocity in Mammalian A Fibers. In: American Journal of Physiology-Legacy Content. 127, 1939, S. 393–414, doi:10.1152/ajplegacy.1939.127.2.393.
- H. Grundfest, B. Campbell: Origin, Conduction and Termination of Impulses in the Dorsal Spino-Cerebellar Tract of Cats. In: Journal of Neurophysiology. 5, 1942, S. 275–294, doi:10.1152/jn.1942.5.4.275.
- P. Usherwood, H. Grundfest: Peripheral Inhibition in Skeletal Muscle of Insects. In: Journal of Neurophysiology. 28, 1965, S. 497–518, doi:10.1152/jn.1965.28.3.497.
- H. Grundfest: The mechanisms of discharge of the electric organs in relation to general and comparative electrophysiology. In: Prog Biophys Biophys Chem. 7, 1957, S. 1–85. PMID 13485186.
- H. Grundfest: Electrical Inexcitability of Synapses and Some Consequences in the Central Nervous System. In: Physiological Reviews. 37, 1957, S. 337–361, doi:10.1152/physrev.1957.37.3.337.
- Y. Nakamura, S. Nakajima, H. Grundfest: The action of tetrodotoxin on electrogenic components of squid giant axons. In: J. Gen. Physiol. 48, 1965, S. 975–996. PMID 5855512.